# Eczemotellus
Eczemotellus is een kevergeslacht uit de familie van de boktorren (Cerambycidae). De wetenschappelijke naam van het geslacht werd voor het eerst geldig gepubliceerd in 1924 door Heller.

## Soorten
Eczemotellus is monotypisch en omvat slechts de volgende soort:
- Eczemotellus subtilipictus Heller, 1924